# Bol'šoe Soldatskoe
Bol'šoe Soldatskoe (in russo Большое Солдатское?) è un villaggio della Russia europea, nell'oblast' di Kursk; è il centro amministrativo del distretto Bol'šesoldatskij.
Si trova 78 km a sud-ovest di Kursk.